# Guido von Starhemberg
Guido von Starhemberg (Graz, 11 novembre 1657 – Vienna, 7 marzo 1737) è stato un generale austriaco.

## Biografia
Starhemberg combatté con valore durante il secondo assedio di Vienna (1683) come aiutante di campo del cugino Ernst Rüdiger von Starhemberg (1638 – 1701), seguendo poi l'esercito nella successiva campagna contro l'Impero ottomano e partecipando con onore all'assedio di Buda nel 1686, alla seconda battaglia di Mohács nel 1687, all'assedio di Belgrado del 6 settembre 1688, alla battaglia di Slankamen (19 agosto 1691) ed a quella Zenta (11 settembre 1697).
Allo scoppio della guerra di successione spagnola, andò in Italia al seguito del principe Eugenio di Savoia e qui, in qualità di colonnello, nel 1703 riuscì ad impedire il congiungimento dei francesi con gli alleati bavaresi in Tirolo.
Nominato feldmaresciallo nel 1704, assunse il comando dell'esercito austriaco in Spagna e concluse vittoriosamente la sua piccola guerra, nonostante la limitatezza del contingente militare affidatogli.
Nel 1710, dopo le vittorie di Almenara e Saragozza, entrò in Madrid, ma a causa della carenza di rifornimenti e della mancanza di collaborazione della popolazione per la causa del pretendente austriaco, Carlo, fu costretto a ritirarsi a Barcellona. Quando Carlo, dopo la morte dell'imperatore Giuseppe I rientrò in patria, Starhemberg rimase a Barcellona come Viceré. Tuttavia, nonostante la genialità militare ed il coraggio che gli avevano fruttato il soprannome di el gran capitán, non poté rimanere a lungo a causa della mancanza di appoggio e di rifornimenti e, in forza del trattato di neutralità del 14 maggio 1713, si spostò a Genova ove s'imbarcò, con il resto del proprio esercito, su navi inglesi che lo trasportarono in patria. Da allora visse a Vienna. Durante la guerra austro-turca dal 1716 al 1718 assunse, in assenza del Principe Eugenio, la presidenza del Consiglio Aulico di Corte. Morì come governatore della Slavonia.